# 劉延孫
劉延孫（411年—462年7月24日），彭城郡呂縣人。南朝宋雍州刺史劉道產之子。宋孝武帝心腹，官至尚書僕射。

## 生平
劉延孫初任徐州主簿，獲舉秀才，歷任彭城王劉義康的司徒行參軍、尚書都官郎、錢唐令、武陵王劉駿的撫軍、北中郎中兵參軍、南清河郡太守。後補徐州治中從事史。元嘉二十七年（450年）春，北魏進攻懸瓠城，汝陽亦遭魏軍抄掠，宋文帝遂命劉駿派軍抵禦。當時人們都推舉劉延孫為元帥，但他一直以無將領才幹為由推辭，反舉薦了劉泰之，不過文帝知道這事後大為憤怒，免了劉延孫的官。劉延孫後仍跟著劉駿遷轉，先後任其鎮軍、北中郎中兵參軍以及南中郎議議參軍領錄事。元嘉三十年（453年），劉駿起兵討伐篡位的劉劭，因府中高級佐官出缺，遂轉劉延孫為長史、尋陽郡太守，行留府事。同年，劉駿即位，是為宋孝武帝，劉延孫轉任侍中，領前軍將軍，並封東昌縣侯，食邑二千戶。又在同年改領衛尉。
孝建元年（454年），劉延孫轉丹陽尹，適逢荊州刺史劉義宣等人起兵，聯合荊江兗豫四州軍力對抗朝廷，然孝武帝此時卻憂心江東，故意派劉延孫為冠軍將軍、吳興郡太守，置佐吏。平定後，劉延孫被徵為尚書右僕射，領徐州大中正，並派往荊州治所江陵對荊州官民進行判決，作出誅殺或賞賜。孝建二年（455年），劉延孫外任南兗州刺史，加散騎常侍。不久轉為使持節、監雍梁南北秦四州郢州之竟陵隨二郡諸軍事、鎮軍將軍、寧蠻校尉、雍州刺史，劉延孫因病不行，孝武帝就留他為侍中、護軍將軍、領徐州大中正。
大明元年（457年），劉延孫獲除金紫光祿大夫、領太子詹事、徐州大中正。同年孝武帝將他猜忌的南徐州刺史竟陵王劉誕調任南兗州刺史，改鎮江北的廣陵，改以劉延孫為南徐州刺史，出鎮京口以作防備。宋武帝遺詔京口重地，與建康鄰近而不可授予宗室近戚以外的人。彭城郡本有四家劉氏，彭城縣中劉宋皇室出自綏輿里，與劉懷肅家的安上里及劉懷武的叢亭里分屬三里，而劉延孫家更是在呂縣，雖然同樣自稱是楚元王劉交後人，卻事實上是兩家人，故其實這項除授根本不符合遺詔。不過，孝武帝為了讓劉延孫這心腹成功上任，於是下令與其合族。
大明三年（459年），孝武帝決定要對付劉誕，劉誕被逼反叛，劉延孫率先派中兵參軍杜幼文出兵討伐，但劉誕時已據城自守，杜幼文折返。當時劉誕派劉公泰去劉延孫處尋求支持，但劉延孫斬劉公泰並送至建康，再派杜幼文支援討伐劉誕的沈慶之大軍。同年，劉延孫進車騎將軍，加散騎常侍。大明五年（461年），劉延孫上表以劉誕已死，自求解南徐州刺史一職，孝武帝遂以其為侍中、尚書左僕射，領護軍將軍。當時劉延孫已病得不能下拜，孝武帝就讓他於五城受封版，坐船由青谿走到平昌門，再入尚書下舍。大明六年六月辛酉（462年7月24日），劉延孫去世，享年五十二歲。孝武帝對他的死甚感可惜，追贈司徒，議諡結果為忠穆，而孝武帝在詔書中改諡文稱文穆，並特意送三十萬錢和一千斛米。

## 子女
- 劉質，嗣子，宋明帝年間因罪被殺，封國撤除。

## 延伸阅读
[在维基数据编辑]
 《宋書/卷78》，出自沈约《宋书》